# Kunčice nad Labem (nádraží)
Kunčice nad Labem jsou železniční stanice ve východní části stejnojmenné obce v okrese Trutnov v Královéhradeckém kraji nedaleko řeky Labe. Leží na neelektrizovaných tratích Chlumec nad Cidlinou – Trutnov a Kunčice nad Labem – Vrchlabí.

## Historie
Stanice byla otevřena 21. prosince 1870 společností Rakouská severozápadní dráha (ÖNWB), která zprovoznila svou trať z Trutnova do Kunčic, 1. června 1871 prodlouženou přes Starou Paku do Ostroměře, odkud již existovala dostavěná trať do Chlumce nad Cidlinou. Autorem univerzalizované podoby stanic pro celou dráhu byl architekt Carl Schlimp. Trasa byla výsledkem snahy o propojení železniční sítě ÖNWB severovýchodním směrem k hranicím s Pruskem. Téhož dne byla stejnou společností zprovozněna odbočná šestikilometrová trať do Vrchlabí.
Po zestátnění ÖNWB roce 1908 pak obsluhovala stanici jedna společnost, Císařsko-královské státní dráhy (kkStB), po roce 1918 pak správu přebraly Československé státní dráhy.

## Popis
Nachází se zde čtyři úrovňová jednostranná nástupiště, k příchodu na nástupiště slouží přechody přes koleje.